# Olympe Pélissier

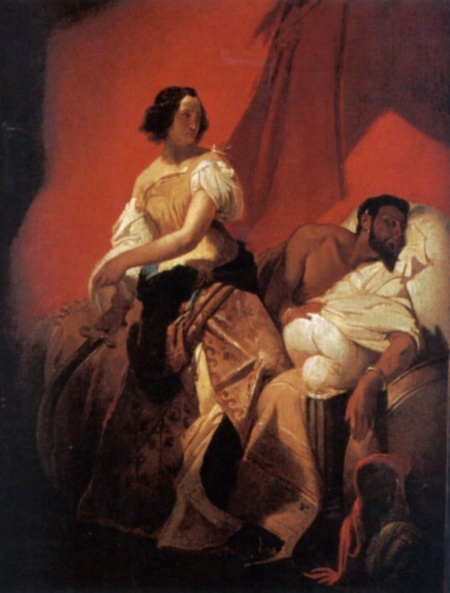
Judith and Holofernes per Horace Vernet, per a qui Pélissier va fer de model

Olympe Pélissier (1797-1878) va ser una model per a artistes i la segona esposa del celebèrrim compositor italià Gioachino Rossini. La parella es va casar el 16 d'agost de 1846.

## Biografia
Sota la Restauració francesa, Pélissier va ser una figura notable en la societat de París, admirada pel Comte de Girardin, encarregant-se de salons atesos pel Baron Schikler, i el 1830 mantenint un romanç amb Honoré de Balzac. Ella i Rossini es van conèixer al voltant de 1830, després de la separació d'ell amb la seva primera esposa, la cantant d'origen espanyol Isabella Colbran, i Olympe va començar a cuinar per a ell i a portar els seus assumptes de negocis, encara que no es van casar fins després de la mort d'Isabella el 1845. Ella va viure amb ell a la seva nova casa en el suburbi de Passy, i va continuar fent-ho fins a la seva mort.
Alguns crítics afirmen que Honoré de Balzac es va inspirar en Olympe Pélissier per al personatge de la Dona sense cor o Feodora en la novel·la de 1831 La Peau de chagrin. Altres crítics sostenen que es tracta de tot un grup de dones en la vida de Balzac, entre elles Pélissier.
En ficció, apareix en el film francès de 1974 Eugène Sue, interpretada per Claudine Coster.